# French House
French House (umgangssprachlich French touch) ist eine Stilart der House-Musik, die in Frankreich Mitte der 1990er Jahre ihren Ursprung fand. Die Bezeichnung beruht auf der originellen Gestaltung der französischen House-Produktionen seit dieser Zeit.
French House gehört zu den erfolgreichsten Stilen der elektronischen Tanzmusik. Besonders die Hinzunahme von speziellen Effekten und Filtern sorgt für einen sehr charakteristischen und kraftvollen Sound, der vielen Produzenten bis heute als Richtschnur dient. Neben dem herkömmlichen House sind weiterhin einige andere Genres der elektronischen Musik stiltechnisch beeinflusst worden.

## Geschichte

### Frankreich
Ausgangspunkt war das Jahr 1988. Der junge Franzose Laurent Garnier war einer der Ersten an den Mixern des klassischen Techno und House, welche aus Detroit und Chicago jetzt ebenso nach Paris kamen. Plattenlabels wie Underground (Chicago) und Mo’ Wax (UK) hatten, ebenso wie international, einen großen Einfluss auf die Anfänge der französischen House-Szene und Produzenten. Dazu zählten beispielsweise Étienne de Crécy, Philippe Zdar (Motorbass), DJ Grégory oder Kid Loco mit ihrer Mischung aus Rock, Hip-Hop und Jazz. Auch die Einflüsse dieser Künstlergeneration spiegeln sich im Acid Jazz oder im Techno wider, aber auch im Funk, Disco, Jazz und Soul.

#### Frühe Anfänge
1994 begannen diese Künstler Titel zu produzieren, die, kurz nach ihrer Veröffentlichung, schnell in die britischen Charts stiegen. Seitdem verbreitete sich der noch anfängliche French House immer mehr unter Künstlern wie Air, Dimitri from Paris, La Funk Mob (Philippe Zdar & Boom Bass) oder DJ Cam, die eine sehr beeindruckende Klangfülle durch die Hinzunahme von verschiedenen Effekten und Filtern, geschaffen haben. Während dieser Zeit begannen auch Daft Punk an ihren ersten Singles zu arbeiten, welche 1996 auf dem Album Homework noch einmal veröffentlicht wurden. In Frankreich war die Bewegung noch sehr klein und konzentrierte sich nur an einigen Punkten der Hauptstadt ebenso wie bei den Plattenläden.

#### Entstehung
1995 war das eigentliche Geburtsjahr des French House. Auslöser war Ludovic Navarre mit dem Album Boulevard unter dem Künstlernamen St. Germain – Eine Platte, gespickt mit Acid Jazz und Minimal House wurde unterstützt durch die britische Presse, insbesondere von New Musical Express oder Mixmag. Im Jahre 1996 hatte die Tour des Motorbass-Duos nach ihrem Album Pansoul einen weltweiten Erfolg. Ende desselben Jahres vollendeten Daft Punk ihr Homework-Album und initiierten damit eine musikalische Bewegung in der internationalen Szene. Blitzsaubere Drumsets und ein druckvoller Sub-Bass in Form einer in Tonschritten aufsteigenden Basslinie zeigten in den Titeln wie Burnin oder Revolution 909 einen nahezu neuen French House, den man heute umgangssprachlich häufig auch als Daft Groove bezeichnet.
Viele andere Künstler nahmen an dieser Explosion teil: Etienne de Crécy mit seiner Superdiscount-Kompilation, Cassius, Alex Gopher, David Guetta, Demon, Dimitri from Paris oder Bob Sinclar. Weil nahezu alle der Produzenten aus Frankreich stammten, hat man diesen Sound einfach als French House bezeichnet. Viele französische Musiker werden seitdem unbeabsichtigt mit einem French touch etikettiert.
1997 erschien die erste Platte des international erfolgreichen Plattenlabels Crydamoure. Unter dem Namen Le Knight Club produzierten dort Guy-Manuel de Homem-Christo aus Daft Punk und Eric Chedeville gezielt den noch anfänglichen French Filter House. Zusammen mit Roulé identifizierte sich kaum ein anderes Label stärker mit diesem Genre.

#### Höhepunkt und Wende
1998 wird oft als das Jahr angesehen, in dem der French House seinen Höhepunkt erreichte durch den Titel Music Sounds Better With You von Stardust, eine Roulé-Produktion, inszeniert von den Franzosen Thomas Bangalter (aus Daft Punk), Benjamin Diamond und Alan Braxe, die auch symbolisch für diese Bewegung stehen sollte – dabei hatte der French Filter House im Grunde seinen ersten großen Erfolg. Weltweit verkauften sich mehr als zwei Millionen Exemplare davon.
Ein Jahr später brachte das französische Duo Cassius (La Funk Mob) nach ihrer gleichnamigen Single ihr erstes Album 1999 heraus. Dieser mit Samples gespickte Sound ist ein sehr charakteristisches Beispiel für den Grundgedanken des ursprünglichen French House. Im selben Jahr veröffentlichte der französische Filmemacher Quentin Dupieux unter dem Künstlernamen Mr. Oizo seine Single Flat Beat und sie wurde, unterstützt vom Werbemaskottchen Flat Eric, neben Cassius zu einem internationalen Erfolg. Der Sender MTV berichtete zu den Weihnachtsfeiertagen weltweit von einer „französischen Hausexplosion“. Bob Sinclar sowie Air und Cassius wurden dabei interviewt und stellten den French House dem Mainstream vor.
Das Modjo-Duo veröffentlichte 2000 seine Single Lady (Hear Me Tonight). Sie wurde neben One More Time von Daft Punk aus dem gleichen Jahr und Music Sounds Better With You zu einem der Meilensteine des French House. Kaum eine andere elektronische Stilrichtung hatte bisher diese weltweiten Erfolge erzielt. Auch Sébastien Léger produzierte in dieser Zeit seine ersten Platten auf den französischen Labels Black Jack, Riviera, Cyclik (Last Resort Production) und Grand Prix und unterstützte damit zusammen mit seinem DJ-Kollegen DJ Nekbath die erfolgreiche Ära der französischen House-Musik.
Im März 2001 brachte Daft Punk ihr zweites Album Discovery heraus, aus dem der Titel One more Time (gesungen von Romanthony) schon ein halbes Jahr früher als Single erschienen war, und setzten damit ein neues Maß. Eine weitere Welle vom French Filter Sound wurde dabei entfacht und regte viele neue Künstler, auch aus anderen Stilrichtungen, an. Weltweit entstanden zahlreiche neue Plattenlabels in dieser Zeit (siehe Gegenwart).

#### Daft Crew
Durch die verschiedenen Projekte des Daft-Punk-Duos wurden die unterschiedlichen Namen der Beteiligten umgangssprachlich unter der Bezeichnung Daft Crew zusammengefasst. Beispielsweise bestand The Buffalo Bunch aus dem Bruder von Guy-Manuel de Homem-Christo, aus Daft Punk und Raw Man, der unter anderem wichtig für das Label Crydamoure war. Gleichzeitig produzierte der andere Teil von Daft Punk, Thomas Bangalter, zusammen mit Alan Braxe, dem Cousin von DJ Falcon, der wiederum mit Fred Falke zusammenarbeitete. Eine große „Familie“, die einen ähnlichen Sound spielte und zusammen den French House definierte und weltweit erfolgreich machte.
Übersicht der wichtigsten französischen Künstler und Plattenlabels der Daft Crew:
- Alan Braxe
- Alex Gopher
- Benjamin Diamond
- Bel Amour
- Cassius
- Daft Punk
- DJ Falcon
- Mylo
- Play Paul
- Stardust
- Together
- Demon
- Defender
- Fred Falke
- The Buffalo Bunch
- Vinyl Fever
- Jess & Crabbe
- I:Cube
- Justice
- We In Music / For The Floorz
- Wuz
- Le Knight Club
- Crydajam
- Archigram
- Lifelike
- Phoenix
- Modjo
- Étienne de Crécy
- Raw Man
- Madeon

##### Plattenlabels
- Roulé / Scratché
- Crydamoure
- Vulture Music
- Diamond Traxx
- We Rock Music
- Vertigo / Vox
- Fiat Lux
- Versatile
- Ed Banger Records
- Bossley Recordz
- Institubes
- Solid
- Kitsuné

#### Gegenwart
In den Jahren danach stiegen viele Produzenten des French House auf den Musikstil Electro-House um. Hierbei wurden die Erfahrungen und Stilmittel aus dem French House mit einigen Elementen aus der 1980er-Popmusik kombiniert. Durch diese Kombination von Techno- und House-Elementen bekam besonders der zu dieser Zeit etwas festgefahrene Techno als Electro oder Tech House wieder eine neue Bedeutung. Parallel dazu wurde zugleich der French Filter House von vielen neuen Künstlern weitergeführt.

##### Interpreten
- Sébastien Léger
- Muttonheads
- Fat Phaze
- Dynamic Rockers
- Kris Menace
- French Kiwi Juice
- DJ Nekbath (Jimmy Van De Velde)
- Ledge
- Wize
- Richard Grey
- Bel Amour
- DJ Flex
- Antoine Clamaran
- Prax Paris
- Nicolas Vallée (Silvertone, The Hunter Of Sounds)
- Decalicious

##### Plattenlabels
- 20000st
- Black Jack
- Cyclik
- Executive Records
- Serial Records
- Sismic Music
- Work It Baby
- Ledge Music
- Grand Prix
- House Telecom
- Subkroniq
- Lafessé Records
- Stamina / Dynamic Recordings
- Bits Music
- Riviera
- G-High Records
- Royal Flush Records
- Voices Records

### Deutsche Entwicklung
In Deutschland hat sich der French House erst nach 1996 in den Szene-Clubs vereinzelt etabliert. Der Mainstream blieb zu dieser Zeit weitgehend unberührt davon. Der Hit von Stardust war in den Clubs zwar ein Renner, wurde jedoch von vielen noch nicht bewusst als French House empfunden. Erst bei der Single 1999 von Cassius und Modjo's Lady sprach man das erste Mal vom französischen Sound. Ab 2001, nach dem Erfolg des Albums Discovery und One More Time von Daft Punk, verbreitete sich dann auch hier der French Filter House sehr schnell in den Clubs. Der Disco House folgt dieser neuen Musik und bekam dadurch einen großen Stellenwert, während zahlreiche neue Plattenlabels, die durch den French touch hörbar geprägt wurden, in dieser Zeit entstanden. Auch viele Produzenten des Mainstreams begeisterten sich nun für diese beeindruckende Dynamik und brachten viele neue Elemente in ihre Musik ein.

#### Interpreten
- 2–4 Grooves
- Adam Chinch
- Alain Delon
- Ben Delay
- Denis Naidanow
- Dompe
- Mute Box
- Supa Channel
- DJ Kittles
- DJ Vou / Raw Shape
- Dave Kurtis
- Horny United
- Manuel Tur (Arcade Mode, Blackbird)
- Mashtronic
- Roman Salzger
- Syke ’n’ Sugarstarr
- Sven Last
- Patric La Funk
- Madeon

#### Plattenlabels
- Attractive
- Casa Rosso Recordings
- Chateau Funk
- Clubstar
- Holm
- Disco Galaxy
- Virgin
- Geleé Royale
- Honolulu United
- Housesession Records
- Jackfruit Recordings
- Jeans Recordings
- Milk & Sugar Recordings
- Secret Service Records
- Sugarland Records
- Superslice-Records
- Superstar Recordings
- Opaque Music
- Poolboy

### Internationale Entwicklung
In den USA produzierten beispielsweise DJ DLG, Dave Armstrong, Hott 22 und Christian Alvarez auf ihren Labels Eyezcream, Huge Records und Gossip Records erfolgreiche Musik mit stiltechnischen Mitteln des French House. In den Niederlanden veröffentlichte Ian Carey unter den Namen Soul Providers oder Illicit Funk einige Produktionen auf seinen Labels Elan Records und GFAB Records. Auch in seinen Remixen verband er dabei geschickt den französischen Charakter mit einer Brise von Latin House. Einen sehr ähnlichen Stil hatte aus demselben Land DJ Prom, der jedoch vorrangig nur Remixe produzierte. Die Belgier Junior Jack und Kid Creme aus Brüssel bauten ebenfalls viele Elemente in ihre Musik ein.

#### Swedish House Mafia
In Schweden entwickelte sich seit 2003 eine eigene Bewegung, gefördert durch die Stockholmer DJ-Kollegen Axwell, Steve Angello, Eric Prydz, Sebastian Ingrosso und John Dahlbäck, die sich zusammen als Swedish House Mafia bezeichneten. Mit Elementen, die man auch aus dem French House her kannte, schafften sie eine beeindruckende Klangfläche und veröffentlichten ihre Produktionen auf den hauseigenen Plattenlabels wie Joia Records, Nero Recordings, Pryda Recordings, Size Records, Refune Records oder Axtone Records. 2004 brachte Eric Prydz sein Remake Call On Me heraus und stieg damit an die Spitze der internationalen Charts. Weiterhin starteten sie zusammen, ähnlich wie bei Daft Punk, unterschiedliche Projekte unter den Namen General Moders, Mode Hookers, A&P Project oder Supermode.

### Auswirkung
Der dynamische und druckvolle Sound des French House war ein Vorbild für viele Produzenten der elektronischen Tanzmusik. Besonders der Disco House und der Filter House waren davon betroffen. Daneben wurden einige der stiltechnischen Mittel, wie beispielsweise die Sidechain-Kompression, auf andere Bereiche der Musikproduktion übertragen. Das Album Confessions on a Dance Floor von Madonna zeigt vergleichsweise die Einflüsse auf den Mainstream. Bis heute sind viele weitere Genres, neben denen von House, von dieser ursprünglichen Bewegung in Frankreich beeinflusst worden.
Die wichtigsten Oberkategorien davon sind:
- Dance
- Electro
- Nu Jazz
- Popmusik
- Techno
- Trance

## Merkmale
Das Metrum befindet sich im 4/4-Takt mit einem Tempo von etwa 118 bis 133 BPM, in gleicher Weise wie der herkömmliche House. Häufig werden Elemente aus den Disco-House-Produktionen mit Loops und Schlaginstrumenten aus den 1970ern vermischt. Künstler wie Daft Punk stürmten die Charts mit solchen neu aufgelegten Oldies. Eine Unterkategorie ist der French Filter House, eine Mischung aus Disco House und Filter House.

### Stilmittel
In der Regel werden nur mehrere unterschiedliche Drumspuren genau übereinander gelegt, somit wird eine verstärkte Rhythmuswirkung auf die Hauptzählzeiten eines Taktes erreicht. Durch diese Überlagerung wird auch die Große Trommel auf jeder Viertelnote und die Snaredrum/Handclaps auf jeder zweiten Viertelnote etwas weicher, aber auch stärker betont. Die Basslinie trägt als ein wichtiges Motiv zu dieser Musik bei und wird deshalb meist druckvoll und melodisch, auch mit Elementen aus dem Funk, gestaltet. Die Snaredrum hat häufig einen synkopischen Schlag als Auftakt auf der letzten Sechzehntelnote jedes ersten, zweiten, vierten oder achten Taktes und begünstigt somit einen lockeren und lebhaft wirkenden Rhythmus.
Das Motiv umfasst gewöhnlich vier bis acht Takte, die als Loop wiederholt werden. Gerne werden dafür Samples, die teilweise aus einzelnen kurzen Slices wieder neu zusammengesetzt wurden, verwendet. Auch typische Funk-Gitarrenriffs oder Jazz-Akkorde werden oftmals mit eingearbeitet.
Kurze Breaks oder Fills, in denen alle Frequenzen allmählich in ein Tiefpassfilter laufen oder das Frequenzband verringert wird, um eine neue Melodie einzuleiten, sind, wie fast überall im House, auch hier üblich.

### Begriffsklärung
Die Bezeichnung French House rührt von den französischen Künstlern her, die diesen charakteristischen Stil (siehe Stilmittel) zuerst bekannt gemacht haben. Da diese Art der House-Musik mittlerweile weltweit produziert wird, bezeichnet man French House auch als French touch, damit keine Missverständnisse über die Herkunft entstehen.

## French Filter House
French Filter House ist eine intermediäre Unterkategorie mit einer Mischung aus Disco House- und Filter-House-Elementen, kombiniert mit dem Sidechain-Effekt und der vordergründigen Basslinie des klassischen French House. Die beeindruckende Dynamik, die durch verschiedene stiltechnische Mittel erreicht wird, hat eine enorme Einwirkung auf viele Bereiche der elektronischen Tanzmusik. Durch die weltweiten Erfolge, die der French Filter House nicht nur anfänglich hatte, wird er oftmals auch als der ursprüngliche French House angesehen. Der Titel Music Sounds Better With You von Stardust war eine der ersten international erfolgreichen Produktionen.

### Merkmale
Die Melodie besteht häufig nur aus einem breiten Akkord-Klang und kann, beispielsweise über ein Vocoder mit einem Rhythmus als Triggersignal, außerhalb der Zählzeiten etwas mehr betont werden (Offbeat). Dieser entstehende Shuffle-Effekt wird gewöhnlich über viele Takte hinweg langsam aufgebaut oder abgesenkt und ersetzt damit die herkömmliche Melodik. Durch das Zusammenspiel mit einer weichen, tiefen Kickdrum und einer druckvollen Basslinie als Fundament, dazu die Sidechain, entwickelt der French Filter House, gerade in höheren Lautstärken, eine sehr wirkungsvolle Dynamik.
Das Motiv umfasst oft nur ein bis vier Takte, die sich als Loop wiederholen. Dafür werden gern Samples genutzt, die teilweise aus einzelnen kurzen Slices wieder neu zusammengesetzt oder mit einem Delay verlängert werden. Der Wechsel der Harmonie wird in der Regel nach einer abgeschlossenen Filterphase durch Transponierung oder eine andere Anordnung der Slices im Loop erreicht und lässt den Filter anschließend wieder von Neuem ab- und anschwellen.

#### Filter und andere Stilmittel
Der Trick ist häufig nur das Auffüllen des Klanges durch spezielle Effekte wie Phaser, Flanger, Chorus oder einen geschickten Delay. Sehr gern werden Kompressor oder Limiter mit einer Sidechain-Funktion verwendet, um auf diese Weise eine maximale Dynamik aus den verwendeten Loops zu gewinnen. Besonders beliebt ist der Einsatz von Geräten mit einem Vintage-Charakter. Stereo Imager sorgen zusätzlich für eine effekthaltige Wirkung.
Ein weiteres stiltechnisches Mittel ist das Ausreizen der Frequenzen. Da man in den tiefen Bereichen bereits einen druckvollen Klang durch das Sidechain erreichen kann, versucht man auch in den oberhalb liegenden Frequenzen mehr Informationen zu geben. Da es möglich ist, die Obertöne mit Filtertechnik zu verstärken oder sogar neue dazuzumischen, kann man bei einem akkordartigen Flächenklang, beispielsweise durch eine oder mehrere Sägezahnschwingungen einen kristallartigen Klang erzeugen. Auf akustischen Instrumenten, wie einer Gitarre angewendet, glitzern einzelne Töne, je nach Dynamik, Anschlag und Tonhöhe etwas stärker hervor. Zur Verstärkung der hohen Klanganteile wird auch ein frequenzhaltiges digitales Rauschen (stochastisches Signal) mit einem Hochpassfilter versehen und anschließend der Musik beigemischt. Ebenso gern wird das Knistern einer Schallplatte hinzugefügt, so wie es auch im Minimal House oder im Nu Jazz praktiziert wird, wobei auch die hochfrequenten Bereiche verstärkt werden können.
Ein typisches Merkmal ist die Verwendung aufgenommener Geräuschkulissen. Diese bestehen oft nur aus einer Sprechstimme oder einem Flüstern, überwiegend von einer Frau, beziehungsweise aus einer halligen, großen Metro mit vielen Umgebungsgeräuschen. Aus dieser Kulisse wird ein geeignetes Sample geschnitten, das später als Loop leise mit in die Melodie integriert wird, so dass gerade noch die Nuancen im Zusammenklang zu hören sind.

### Begriffsklärung
Da beim French Filter House zweckgemäß nur klangauffüllende Effekte wie das Sidechain hinzugekommen sind, verkörpert diese Stilart mehr eine akustische Wirkung, wogegen der Grundgedanke des French House eher für den musikalischen Charakter steht. Viele der stiltechnischen Mittel dieser Unterkategorie sind auf andere Genres der elektronischen Musik transportiert worden. Insbesondere der Disco House und der Filter House, aber auch einige Electro-House-Produktionen charakterisieren häufig einen French touch, so dass sie teilweise nur sehr schwer auseinanderzuhalten sind.

## Produktion
Der druckvolle und dynamische Sound, den der French House durch spezielle Techniken geschaffen hat, wurde zum Merkmal vieler Produzenten weltweit. Das altbekannte Sidechain wurde wieder neu entdeckt und gehört seitdem zum alltäglichen Effekt der Disco-Musik.

### Sidechain (Seitspur)
Diese Schnittstelle steuert ein anderes Effektgerät, häufig ein Kompressor (VCA). Dem Sidechain-Eingang muss, wie bei einem Vocoder, ein Signal (Trigger) zugeführt werden. Je nach Lautstärke und Rhythmik des zugeführten Signals reagiert das angesteuerte Effektgerät entsprechend. Häufig wird so beispielsweise der Bass von der Kickdrum gesteuert (Ducking), damit die Hauptzählzeiten im Rhythmus ihre Präsenz behalten und nicht vom tiefen Bassspiel überlagert werden. Wenn dem Sidechain dasselbe Signal zugesteuert wird wie das am Eingang des Kompressors, jedoch vor dem Sidechain noch ein Equalizer geschaltet ist, kann der Kompressor auf spezielle Frequenzen hin angesteuert werden.
Für den French Filter House typisch wird, gewöhnlich durch eine 4/4-Kickdrum als Triggersignal, der gesamte Klang am Kompressor synchron ab- und wieder angehoben (Sidechain-Kompression). Mit dem zusätzlichen Einsatz von Hall kann das Triggersignal verlängert und damit herausgezögert werden. Dieser alternierende Effekt (umgangssprachlich Pumpen) erzeugt viel Dynamik und wirkt besonders bei höheren Lautstärken, da dort die Differenz etwas deutlicher zu hören ist. Häufig wurden Disco-Loops nur mit diesem Effekt auf sehr einfache Weise dynamisch aufpoliert.

#### Kompression mit VCO
Oft kann das Triggersignal für die Sidechain-Kompression an einem spannungsgesteuerten Verstärker von Voltage Controlled Amplifier (VCA) auf Voltage Controlled Oscillator (VCO) umgeschaltet werden. Ein Oszillator erzeugt Schwingungen, die dem Kompressor als Steuersignal zugeführt werden. Mit einer Synchronisierung dieser Schwingungen zum Tempo durch Anpassung der Spannung am VCO wird ein gleichmäßiger rhythmischer Effekt erreicht. Mit dieser Schaltung lassen sich weitaus größere dynamische Resultate erzielen.
Siehe auch Abschnitt Tiefpassfilter (VCF) & VCO

#### Hörbeispiel
Als Vorlage dient eine Fläche aus Streichern, eine vordergründige Basslinie und zwei verschiedene Drumsets, die jeweilig mit Kickdrum, Snare und Hi-Hat zur Verstärkung übereinander gelegt wurden. Die Datei Sidechain Effekt (Bypass).ogg zeigt den Klang, wenn sich die Sidechain-Kompression im Bypass befindet, also deaktiviert ist. Aktiviert man den Sidechain, der durch eine 4/4-Kickdrum am Kompressor getriggert wird, entsteht ein dynamischer Effekt wie in Sidechain Effekt.ogg zu hören ist. Zur besseren Verdeutlichung beginnen beide Tonausschnitte ohne Kickdrum und klingen somit anfangs fast identisch.
Werden die gleichen 4/4-Takte aus beiden Hörbeispielen genommen, lässt sich Folgendes in einer Wellenform darstellen:
|  |
|  |

Man kann gut erkennen, dass durch das Sidechain die Spitzenpegelwerte der Kickdrum etwas verkürzt und abgerundet werden (Abbildung 2), was eine druckvolle Wiedergabe und saubere Abbildung auf den Lautsprechern begünstigt.

### Tiefpassfilter (VCF) & VCO
Ein ähnlicher Effekt wie bei der Sidechain-Kompression wird durch eine andere Kombination erzeugt. Dabei dient ein Voltage Controlled Filter (VCF) als Steuereinheit und Interface an einem Tiefpassfilter (LP). Das Signal für den VCF entstammt hier jedoch von einem Voltage Controlled Oscillator (VCO), einem Low Frequency Oscillator (LFO), bei dem die Frequenz durch das Ändern der Spannung eingestellt werden kann. Die erzeugte Wellenform steuert jetzt durch den VCF den Filter. Das bedeutet, wenn die Schwingung vom VCO ihr Maximum erreicht hat, ist das Signal, dass durch den VCF an den Tiefpassfilter geschickt wird, am höchsten und der Filter dabei am stärksten geöffnet.
Wird jetzt das Signal durch Modifikation der Spannung am VCO zum Tempo vom Rhythmus synchronisiert, entsteht ein gleichmäßig rhythmischer Effekt. Durch paralleles Verschieben der Wellenform innerhalb einer Zählzeit werden dementsprechend andere Stellen mehr betont. Für den typischen French-House-Effekt wird die erzeugte Welle am VCO so versetzt, dass die Schwingung genau auf den Taktschlag ihr Maximum hat und damit die hohen Frequenzanteile am stärksten gedämpft werden. Das Ergebnis ist, dass die Kickdrum und der Bass auf den Zählzeiten nahezu vollständig zu hören sind und der Rest, der über einer bestimmten Frequenz liegt, kurzzeitig abgedämpft wird (umgangssprachlich Pumpen). Die Schwellfrequenz sowie die Stärke der Dämpfung können häufig durch den VCF am Gerät modifiziert werden.
Durch die positive Eigenschaft einer Wellenform klingt der Sidechain-artige Effekt etwas weicher als das Triggersignal einer Kickdrum, auch wenn dort mit etwas Hall nachgebessert werden kann. Der Vorteil ist hier, dass weitaus größere dynamische Ergebnisse erreicht werden können, als es mit der normalen Sidechain-Methode durch übermäßiges Übersteuern des Triggersignals möglich ist.
Dieser Effekt wurde beispielsweise in dem DJ-Mixer Xone:92 vom Hersteller Allen & Heath in die Filtersektion integriert, weshalb dieses Gerät so beliebt ist. Ohne großen technischen Aufwand lässt sich eine solche synchronisierbare Effektschleife mittlerweile mit vielen Musikprogrammen und Plug-ins problemlos erzeugen.

#### Hörbeispiel
Als Vorlage dient derselbe Loop, der für die Sidechain-Kompression (siehe oben) verwendet worden ist. Im ersten Beispiel Ohne Effekt (Bypass) hört man den Klang, wenn sich alle Effekte im Bypass befinden, also deaktiviert sind. Aktiviert man jetzt den Tiefpassfilter, der durch den synchronisierten VCO gesteuert wird, entsteht ein gleichmäßig alternierender und dynamischer Effekt wie es in Tiefpassfilter (VCF) & VCO zu hören ist. Zum besseren Vergleich mit dem Sidechain ist der Effekt hier etwas stärker abgebildet als es normalerweise üblich ist und wird dabei erst beim Einsatz der Kickdrum zugeschaltet.

## Stiltypische Beispiele

### Interpreten
- Alan Braxe (Frankreich)
- Benjamin Diamond (Frankreich)
- Bob Sinclar (Frankreich)
- Brodinski (Frankreich)
- Cassius (Frankreich)
- Daft Punk (Frankreich)
- Dimitri From Paris (Frankreich)
- DJ Falcon (Frankreich)
- Dynamic Rockers (Frankreich)
- Étienne de Crécy (Frankreich)
- French Kiwi Juice (Frankreich)
- Hott 22 (USA)
- Get Shakes (Großbritannien)
- Gesaffelstein (Frankreich)
- Jess & Crabbe (Frankreich)
- Justice (Frankreich)
- Modjo (Frankreich)
- Muttonheads (Frankreich)
- Raw Man (Frankreich)
- Richard Grey (Frankreich)
- Sébastien Léger (Frankreich)
- St. Germain (Frankreich)
- Stardust (Frankreich)
- Superfunk (Frankreich)
- The Buffalo Bunch (Frankreich)
- The Trouble Men (Frankreich)
- Thomas Bangalter (Frankreich)

### Plattenlabels
- Black Jack (Frankreich)
- Chateau Funk (Deutschland)
- Crydamoure (Frankreich)
- Geleé Royale (Deutschland)
- Gossip Records (USA)
- Grand Prix (Frankreich)
- House Telecom (Frankreich)
- Kitsuné Music (Frankreich)
- Lafessé Records (Frankreich)
- Ledge Music (Frankreich)
- Poolboy (Deutschland)
- Riviera (Frankreich)
- Roche Musique (Frankreich)
- Roulé (Frankreich)
- Royal Flush Records (Frankreich)
- Rumpsheyka (Belgien)
- Secret Service Records (Deutschland)
- Sismic Music (Frankreich)
- Sugarland Records (Deutschland)
- Superslice Records (Deutschland)
- We Rock Music (Frankreich)
- Work it Baby (Frankreich)

### Tracks
- Benjamin Diamond – Little Scare (Frankreich)
- Bob Sinclar – I Feel For You (Frankreich)
- Cassius – 1999 (Frankreich)
- Daft Punk – One More Time (Frankreich)
- Denis Naidanow – In Love (Deutschland)
- DJ Nekbath – Feel It (Frankreich)
- Elesse – Pretty Young Thing (Frankreich)
- Eric Prydz – Call On Me (Schweden)
- Galleon – So I Begin (Frankreich)
- Global Deejays – What A Feeling (Flashdance) (Österreich)
- Jess & Crabbe – In your eer (Frankreich)
- Modjo – Lady (Hear Me Tonight) (Frankreich)
- Mr. Oizo – Flat Beat (Frankreich)
- Phoenix – If I Ever Feel Better (Buffalo Bunch Remix) (Frankreich)
- Raw Man – Number 7 (Le Knight Club Remix) (Frankreich)
- Sedat – The Turkish Avenger (Frankreich)
- Sébastien Léger – The Babe Coke (Frankreich)
- Sébastien Léger & Chris Lake – Aqualight (Frankreich)
- Stardust – Music Sounds Better With You (Frankreich)
- Sunset Strippers – Falling Stars (UK)
- The Buffalo Bunch – Music Box (Frankreich)
- Together – So Much Love To Give (Frankreich)
- Daft Punk – Harder better faster stronger (Frankreich)

## Presse
„Die Welt trauert um Lady Di, Jan Ullrich gewinnt die Tour France und in den Charts regiert der Urknall: Über das unglaublich lässige Auftreten der French-House-Künstler von Daft Punk […]. Das Popjahr 1997 beginnt mit der besten Tanzplatte seit Menschengedenken. […] Sie waren die Erfinder des Urknalls namens „Homework“. Ihr Debüt machte aus dem vor sich hinwabernden Hypegerücht „French House“ die beherrschende Dancemusik der ausgehenden 90er.“

„Nicht zuletzt Benjamin Diamond ist es wohl zu verdanken, dass French House Ende der Neunziger massenwirksam ins Gespräch kam. Mit fester Stimme sang er die zutiefst sinnlosen Zeilen des Stardust-Songs „Music Sounds Better With You“ und verlieh damit dem Titel seine unverkennbare Note. Der Song entwickelte sich im Sommer des Jahres 1998 zu einem massiven Hit, House aus Frankreich stand plötzlich im Mittelpunkt des Interesses. […] French House sollte einen Wendepunkt von historischer Tragweite markieren.“

„Vor fünf Jahren zeichnete sich ab, dass Filter House, der das Musikbild Frankreichs in der zweiten Hälfte der Neunziger entscheidet geprägt hatte, sich in einer Sackgasse befand. Für viele war der Höhepunkt von La French Touch mit Stardusts „Music Sounds Better With You“ erreicht bzw. auch schon wieder überschritten. Doch zeitgleich mit French-House-Nachgeburten wie Cassius stand plötzlich ein Track aus Frankreich an der Spitze der europäischen Charts, der auch heute noch zu den ungewöhnlichsten Produktionen gehört, die je die Hitparaden anführten und so gar nichts mit den discosampelnden Platten französischer House-Stars wie Thomas Bangalter, Philippe Zdar und Co. zu tun hatte.“